# 维朗比
维朗比（法語：Villembits）是法国上比利牛斯省的一个市镇，位于该省北部，属于塔布区。该市镇总面积5.25平方公里，2009年时的人口为94人。

## 人口
维朗比人口变化图示